# Gyufa

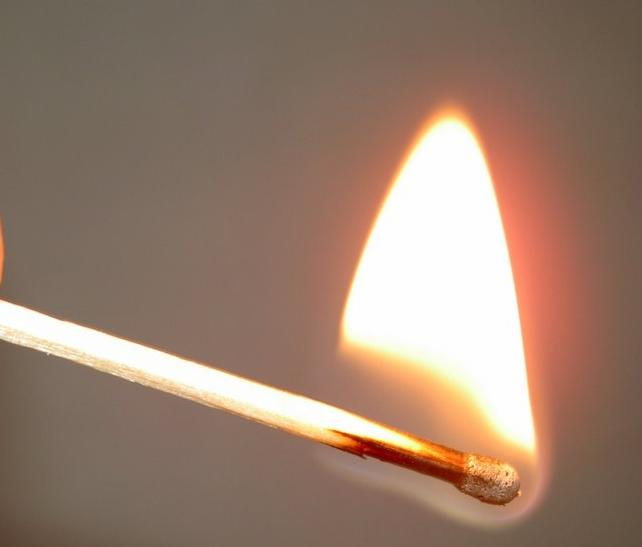
Égő gyufaszál

A gyufa (régiesen gyújtó) egyik végén gyúlékony anyaggal bevont, dörzsölésre könnyen gyulladó, tűzgyújtásra vagy hőadásra használt éghető (fa)pálcika. Két legfontosabb változata a csak a speciális dörzsfelületen meggyulladó biztonsági gyufa vagy svédgyufa, illetve a gyakorlatilag bármely érdes felületen tűzre kapó, mindenen gyulladó dörzsgyufa. Kínában már a 6. században használtak tűzgyújtásra kénnel átitatott fenyőfa pálcákat, de a modern gyufát csak a 19. század elején találták fel, és 1834-ben nyílt meg az első magyarországi dörzsgyufagyár.
A zajtalan és robbanásmentes biztonsági gyufát 1836-ban a magyar Irinyi János szabadalmaztatta még vegyészhallgató korában. Találmányát és a gyártási jogokat eladta Rómer István bécsi gyógyszerésznek, akivel ennek kapcsán barátságot kötötött.
A mindenhol elérhető, olcsó gyufával számtalan játék játszható, sok a felnőttjáték is köztük, logikai, matematikai, geometriai rejtvények, de van gyufával játszható társasjáték is. Az ömlesztett gyufaszálak tárolására használt gyufásdobozokat hamar hasznosították reklámfelületként is, gyűjtésük különösen az 1960-as–1980-as években örvendett nagy népszerűségnek világszerte, így a magyar gyufa- és gyufacímkegyűjtők, úgynevezett fillumenisták körében is.

## Fizikokémiai jellemzői

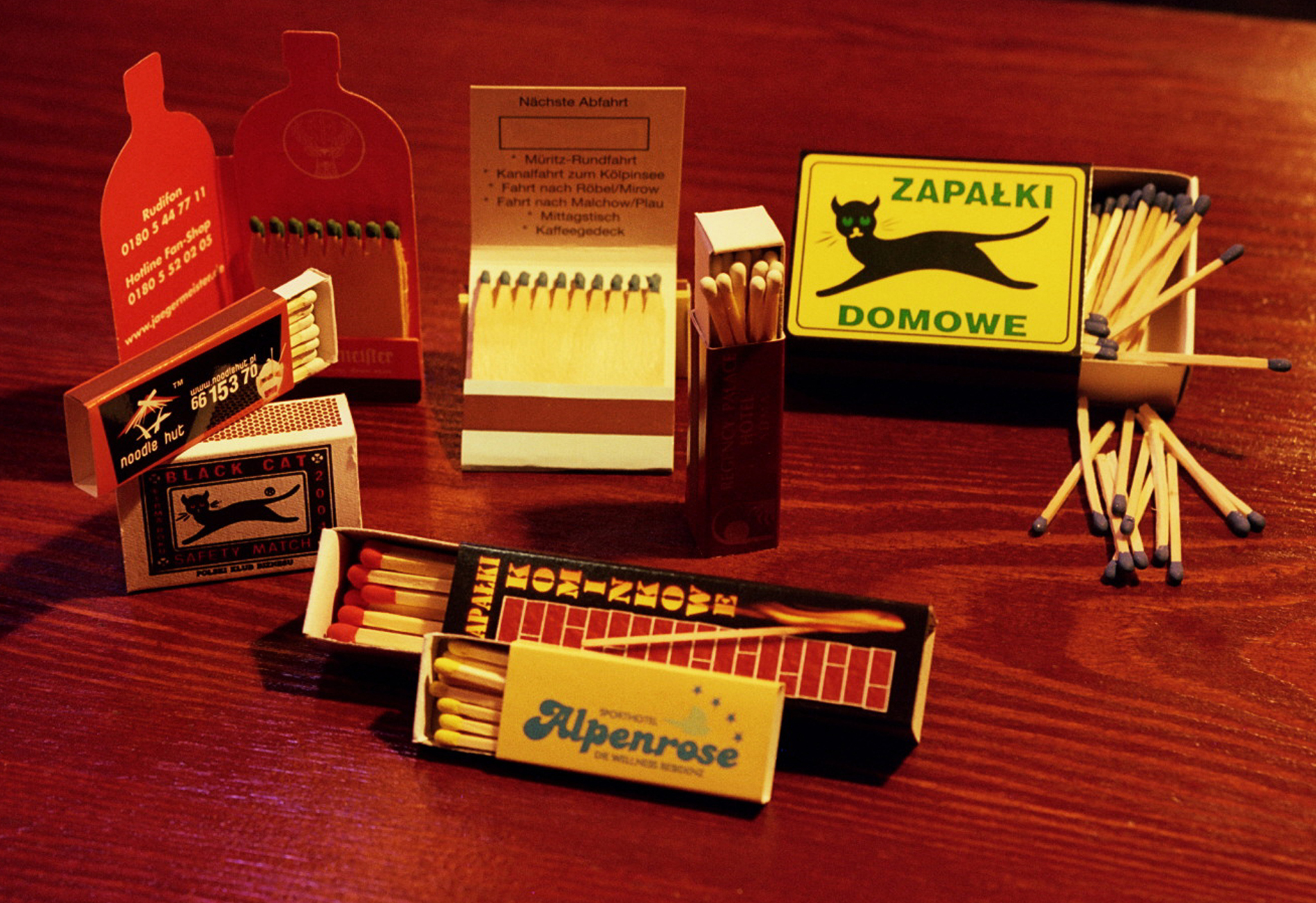
Különféle kiszerelésű gyufák

A négyszög vagy kör keresztmetszetű gyufaszálak anyaga többnyire puhafa (fűz, nyár, lucfenyő) vagy bükk, de ismertek levélben árusított, lapszerű fa-, keményített papír és műanyag gyufák is (levélgyufa). Átmérője általában 2, hossza 37-47 milliméter. A modern biztonsági gyufa vagy svédgyufa fejét alkotó elegyet az oxidálószer (kálium-dikromát, kálium-klorát, ólom-dioxid, mangán-dioxid), antimon-szulfid, színezék, üvegpor és kötőanyag képezi. Az utánizzás megelőzéséül a gyufaszálat különböző anyagokkal kezelik (vízüveg, nátrium- vagy ammónium-foszfát stb.), majd paraffinnal vonják be. A gyufafej az előkészített dörzsfelületen gyullad meg, amelyet vörösfoszfor, barnakőszén, őrölt üveg és kötőanyag elegyítésével állítanak elő. A gyufa fejét a gyújtófelülethez dörzsölve a skatulya oldalán lévő vörösfoszfor gőzzé alakul, s ez gyújtja be az oxidálószert tartalmazó gyufafejet. Az égés átterjed a puhafa gyújtószálra, és a láng néhány másodperc alatt hevesen, 600 Celsius-fok hőmérsékleten, szúrólángszerűen ég el.
A gyufa egyszer használatos, ezért kereskedelmi forgalomba nem szálanként, hanem ömlesztett csomagolásban, gyufásskatulyában, gyufásdobozban, illetve gyufalevélben kerül. A kiskereskedelmi forgalomban jellemzően négy féle csomagolásban kapható: gyufásdobozban úgynevezett háromnegyedes (47 mm-es gyufaszálak, kb. 50 db gyufa), háromnegyedes rövid (37 mm, 50 db) és családi (47 mm, kb. 400 db), gyufalevélben pedig ultralapos gyufákat árusítanak (kb. 40 db). A gyulladást elősegítő dörzsfelület e tárolóalkalmatosságok külső részén kap helyet.
Két fő változata a csak a speciális dörzsfelületen meggyulladó biztonsági gyufa vagy svédgyufa, illetve a gyakorlatilag bármely kemény felületen tűzre kapó, mindenen gyulladó gyufa. Ez utóbbiakat az jellemzi, hogy a gyufafej tartalmazza a szokványos dörzsfelület kémiai összetevőit is. További formai, illetve funkcionális változatai a szokványos gyufánál hosszabb (többnyire 10 centiméteres) és vastagabb kandallógyufa, illetve a lakkozott felületével extrém körülmények között is hosszan tartó égést biztosító vihargyufa.

## A ’gyufa’ szó eredete
A gyufa megjelölésére eredetileg, a 19. század első felében a német Zündholz mintájára tükörfordítással létrehozott gyújtófácska használata terjedt el, amely aztán az 1840-es évekre egyrészt gyújtó, másrészt a mind a mai napig fennmaradt gyúfa~gyufa alakra rövidült.

## Története
A gyufa megjelenése előtt a tűzgyújtás legelterjedtebb eszköze a tűzszerszám volt, amely kovakőből, egy acéleszközből és egy taplóféleség feldolgozott, kiszárított belső anyagából állt. Ha a kovát súroló irányban az acélhoz ütögették, az utóbbiból kirepülő szikrák lángra lobbantották a könnyen gyulladó taplóanyagot. Ezzel az eljárással akár csak egy pipa meggyújtása is nagy odafigyelést, ügyességet kívánt, az eszközök minőségétől, állapotától függően hosszabb időt, perceket vett igénybe.

### Kezdeti kísérletek: a mártógyufa és a dörzsgyufa

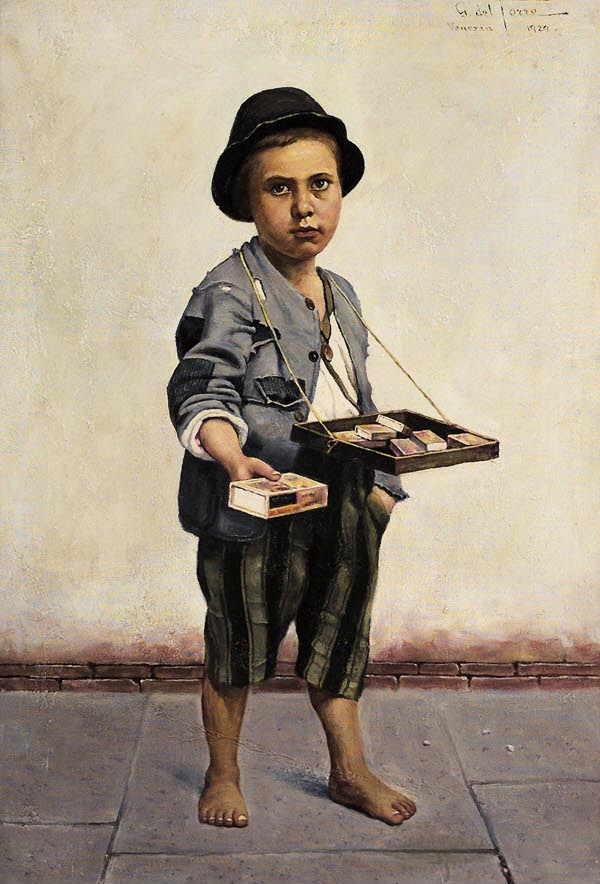
Giulio del Torre A kis gyufaárus című festménye (1929)

Kínában már a 6. században használtak tűzgyújtásra kénnel átitatott fenyőfa pálcákat, de a modern gyufa feltalálása a 19. század elejére esik. A 18. század végén a fehérfoszfor felhasználásával kísérletezték ki az első, még nem dörzsgyufaszerű gyújtóeszközöket (például foszforos gyertya). 1805-ben a francia vegyész, Louis Jacques Thénard asszisztense, Jean Chancel kísérletezett ki egy költségesen előállítható és meglehetősen veszélyesnek bizonyult gyufaféleséget, a mártógyufát, amely kereskedelmi forgalomba soha nem került. A gyufa gyúlékony fejét kálium-klorát, kén, cukor és gumi elegyével vonta be, amely egy kisebb kénsavas azbesztet tartalmazó edénybe merítve gyulladt meg. A későbbi évtizedekben a francia François Derosne és az angol G. Cooper igyekezett tökéletesíteni a mártógyufát, de használata továbbra is veszélyes maradt.
Az első dörzsgyufát John Walker angol vegyész találta fel 1827-ben. Robert Boyle 1680-as évekbeli kísérleteit alapul véve állította össze azt az antimon(III)-szulfid, kálium-klorát, termésgumi és keményítő alkotta elegyet, amely érdes felülethez dörzsölve meggyulladt. Az általa congrevesnek elnevezett gyufa szabadalmi jogait Samuel Jones vásárolta meg, és végül lucifers néven hozta forgalomba. E kezdetleges gyufának azonban több hibája is volt: a gyufa a hozzá mellékelt dörzspapír segítségével nehezen, de siker esetén robbanásszerűen gyulladt meg, a láng nagysága kiszámíthatatlan volt, ráadásul elviselhetetlen szaggal járt együtt. 1831-ben a francia Charles Sauria fehérfoszfort adott a gyulladóelegyhez, amely könnyebb gyulladást eredményezett, és csökkentette a kellemetlen szagokat. Az újítás viszont azzal járt együtt – lévén a fehérfoszfor rendkívül gyúlékony –, hogy a gyufaszálakat légmentesen kellett tárolni. Ráadásul az újonnan nyílt gyufagyártó üzemek munkásai tömegesen kaptak foszformérgezést, sőt, követtek el foszforral öngyilkosságot, így a veszély felismertével széles körű kampány indult a fehérfoszforos gyufák betiltásáért.

### Irinyi János és a zajtalan gyufa

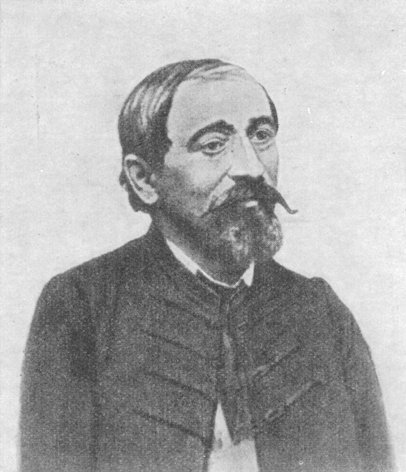
Irinyi János (1817–1895)

A zajtalan és robbanásmentes biztonsági gyufát 1836-ban a magyar Irinyi János szabadalmaztatta még vegyészhallgató korában. Professzora, Meissner Pál egyik sikertelen kísérlete gondolkodtatta el, és a kálium-klorátot ólom-peroxiddal cserélte fel. A foszfort meleg vízben oldotta fel, majd a kicsapódott foszforszemcséket ólom-szulfiddal és gumiarábikummal elegyítette. A fenyőfa gyufaszálak fejét a képlékeny masszába mártogatta, majd hagyta keményre száradni. Találmányát és a gyártási jogokat eladta Rómer István bécsi gyógyszerésznek, aki az Irinyi-féle biztonsági gyufa gyártásán meggazdagodott, míg Irinyi szegénységben halt meg 1895-ben.

### A biztonsági gyufa
A gyufa legveszélyesebb alkotóelemét, a fehérfoszfort hosszú ideig nem sikerült más összetevővel kiváltani. 1844-ben a svéd Gustaf Erik Paschnak sikerült a fehérfoszfort kiiktatnia, s eljárását egy évtizeddel később honfitársa, John Edvard Lundström tökéletesítette. Az immár valóban biztonságos gyufa (svédgyufa) lényege egyrészt az volt, hogy a gyúelegy egy részét a gyufafejről a skatulya oldalán kiképzett dörzsfelületre vitték át, ezzel csökkentve a gyufaszál gyulladási dinamikáját, másrészt pedig a fehérfoszfort a foszfor allotrop módosulatával, az 1845-ben Anton von Schrötter (1802–1875) osztrák kémikus által felfedezett vörösfoszforral váltották ki. A gyufafej ezt követően immár csak antimon-szulfid és kálium-klorát elegyéből állott, míg a skatulya oldalára került az őrölt üvegszemekkel kevert foszfor.

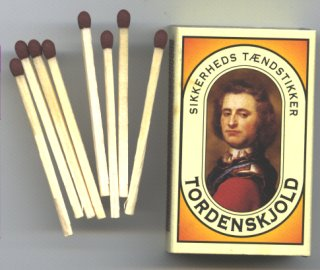
Svédgyufa

### A fehérfoszfor betiltása
A gyártást 1851-ben indították el Jönköpingben (bár a biztonsági gyufát csak később, 1855-ben szabadalmaztatták), de a korábbinál magasabb előállítási költség miatt a nagyközönség továbbra is az olcsóbb, de veszélyes fehérfoszforos gyufát vásárolta. Továbbra is számos foszformérgezéses eset történt Európa-szerte, így az 1870-es évektől kezdve Európa országaiban sorra tiltották be rendeletileg a fehérfoszforos gyufa gyártását és kereskedelmét.
A fehérfoszforos gyufa általános tilalmát kimondó nemzetközi egyezményt az  1906 szeptemberében megtartott berni konferencián  létesítették. A berni egyezmény célja  a gyufagyártásban a fehér (sárga) foszfor felhasználásának eltiltása volt. Ezt követően született meg az 1911. évi V. törvénycikk a fehér vagy sárga foszforral való gyújtógyártás eltiltásáról. 
A tilalom az Osztrák–Magyar Monarchiában 1912-ben lépett hatályba. 
Számos országban ezzel szemben a fehérfoszfor Ázsiában egészen az 1920-as évekig forgalomban volt. Az eredeti svédgyufa kálium-klorátját a 20. századra felváltotta a kevésbé veszélyes kálium-dikromát, illetve az ólom-dioxid.

### A mindenen gyulladó gyufa
Két francia vegyész, Savene és Cahen állított elő egy olyan, nem mérgező foszfor-szulfid-változatot (foszfor-szeszkviszulfid, P4S3), amely a vörösfoszfornál jóval könnyebben, robbanás nélkül gyullad, így speciálisan előkészített dörzsfelületre nem volt szükség a gyufa meggyújtásához. Találmányukat 1898-ban szabadalmaztatták, s kezdetét vette a mindenen gyulladó gyufa gyártása és kereskedelme, de ez igazából csak az Amerikai Egyesült Államokban lett népszerű.

### Az örökgyufa
1930-ban az osztrák Ferdinand Ringer szabadalmaztatta az akár hatszázszor is használható örökgyufát. Felfedezése abban állt, hogy a szokásos kálium-kloráthoz az égést lassító, nitrogénfejlesztő metaldehidet adott. Találmánya azonban sikertelen volt, hiszen a már milliárdos nagyságrendben termelő gyufagyáraknak nem állt érdekükben a hasonlóan alacsony előállítási árú, de értelemszerűen kisebb tételben eladható örökgyufa nagyüzemi termelése. Emellett technikai problémák is adódtak: az óhatatlanul keletkező égéstermékek csökkentették az örökgyufa működőképességet, és a metaldehid is a vártnál gyorsabban elillant, így gyakorlatilag pár nap elteltével az örökgyufa egyszer használatossá vált. 1934-ben a magyar Földi Zoltán és Király Rudolf szintén szabadalmaztattak egy hasonlóan feledésbe merült örökgyufa-változatot.

## A gyufagyártás

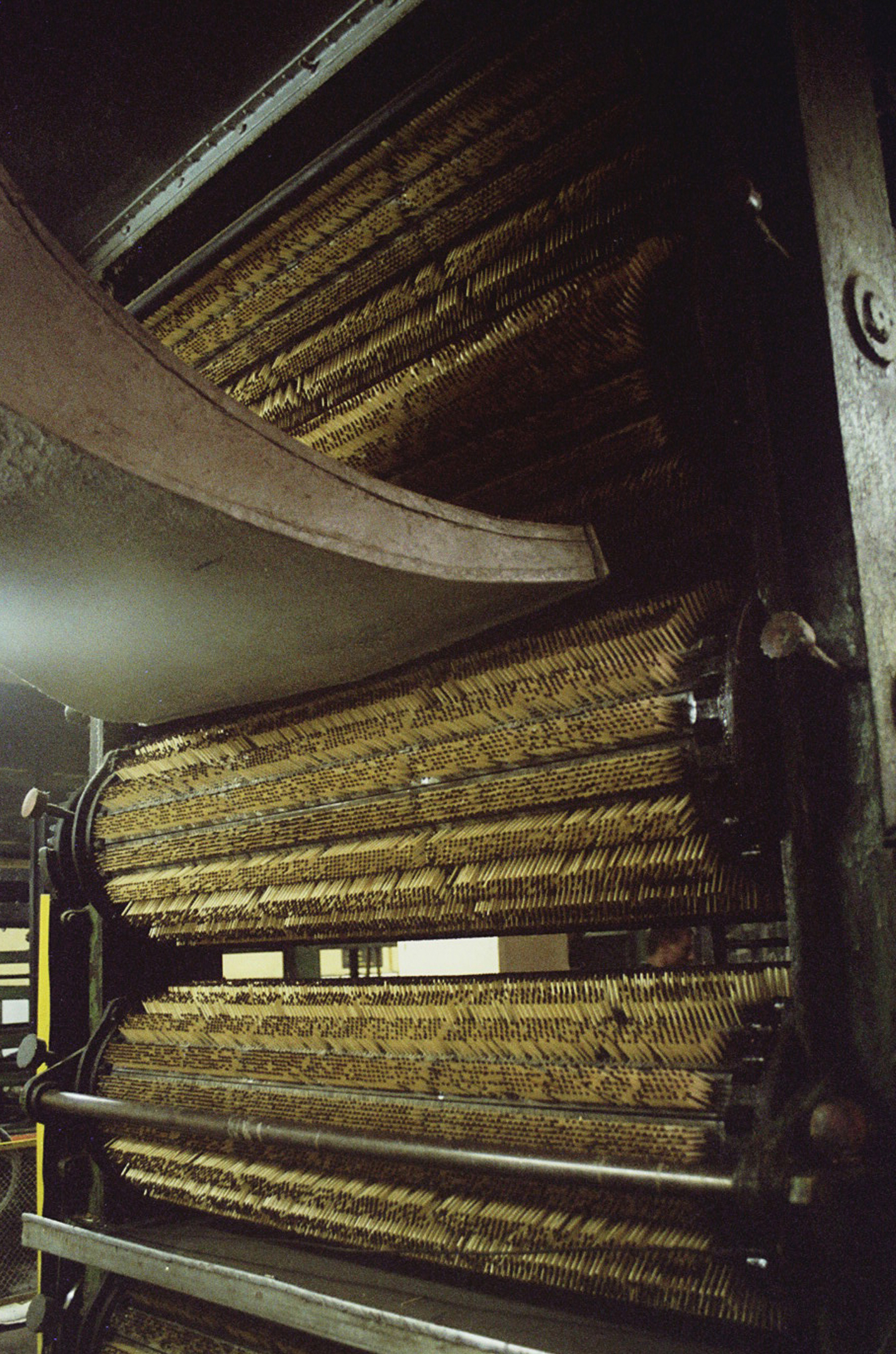
A mártást követő nagyüzemi gyufaszárítás

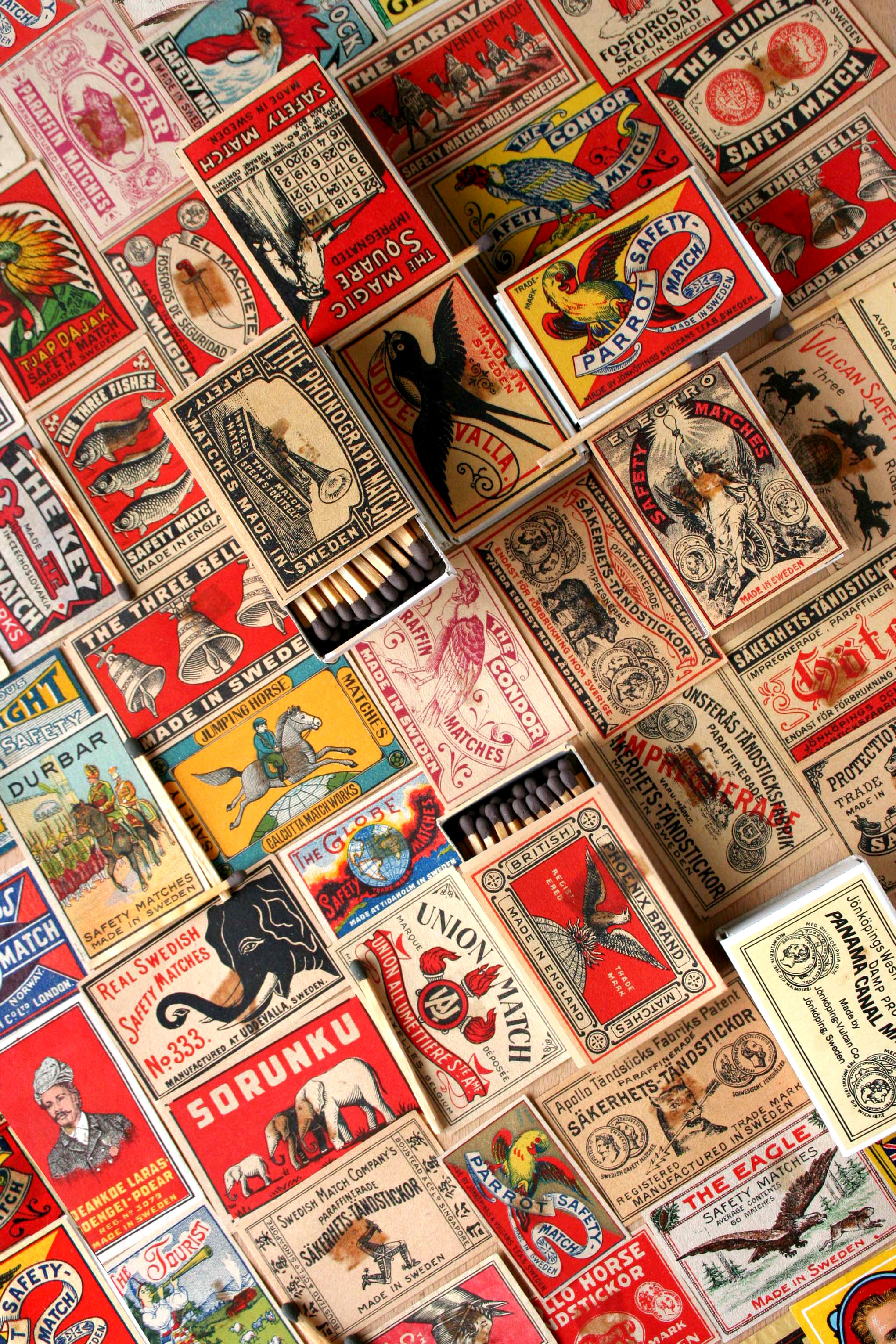
Gyufás dobozok, és különböző gyufacímkék az 1900-as évek elejéről

A dörzsgyufa 1820-as évekbeli megjelenésével világszerte megnyíltak az első, később nagy sikert elérő gyufagyárak (a jönköpingi Lundström, a lyoni Coigent père & Fils, a londoni Bryant and May stb.). 1834-ben nyílt meg az első magyarországi dörzsgyufagyár, Zucker László üzeme, amelyet később a győri (1852), eszéki (1856), szegedi (1858), bajai (1859), szombathelyi (1869), kiskunfélegyházi (1877), budafoki (1894) és kecskeméti (1909) gyufagyárak követtek, s 1910-ig huszonkét gyufagyár működött az országban. Az első világháború után ezek java része bezárt, s a budafoki, kecskeméti és szegedi fedezték az ország gyufaszükségletét (mára a kecskeméti is megszűnt). Az első, speciálisan gyufaipari gépek (furnérhasítók, szálvágók, masszaőrlők) az 1850-es évektől jelentek meg, ami lehetővé tette a korábbi manufaktúrák helyett a nagyipari gyufa-előállítás elterjedését.
Minthogy gyufát és gyufásdobozt hagyományosan a gyufagyárban állítják elő, a gyufaipar nem pusztán faipari ágazat, technológiáiban egyaránt megtalálhatóak a vegyipari, csomagolóanyag-gyártási és nyomdaipari tevékenységek. A nyersanyagként felhasznált, hagyományosan 60 centiméteres hengeres rönköket megforgatják, a ceruzahegyezőhöz hasonló elv alapján éles penge segítségével először vékony lemezt, hámozott furnért készítenek belőle. Ezt utána vékony csíkokra széthasítva szálfurnért állítanak elő, amelyet kötegekben a megfelelő hosszúságúra darabolnak. Az így kapott nyers gyufaszálakat foszforsav vagy foszforsavas ammónium vizes oldatával impregnálják, kifehérítik vagy megfestik, majd meleg légáramban megszárítják. A gyufaszálakat a mártáshoz előkészítve egy keretbe tűzdelik, s az abból kiálló szálvégeket (a leendő gyufafejet) a képlékeny gyúelegybe mártják. Száradás után az immár kész gyufaszálak a gyufásdobozokba kerülnek, s ez utóbbiakra mozgó körkefék mázolják fel a dörzsfelületet eredményező, melegen még képlékeny masszát.

## A gyufa a szórakoztatásban

### Gyufajátékok
A gyufa – bár a tűzoltók szerint nem játékszer – gyakran nyújt szórakozást gyermekek, de főként felnőttek számára. Közismertek azok a „Végy el x gyufaszálat úgy…” kezdetű gyufarejtvények, amelyek során az asztalon elrendezett gyufaszálakból logikai, matematikai vagy geometriai megoldás útján lehet megfejteni az adott rejtvényt. Egy példa a könnyebb gyufarejtvényekből:
|  |

| Megfejtés |
| --------- |
|           |

További, gyufával játszott társasjáték a nim, de kártyajátékoknál is előfordul, hogy a téteket gyufaszálak jelképezik (például rablóulti). Hasonlóan népszerű, sokak kedvelt szórakozása a nagy türelmet igénylő gyufamakettek készítése, azaz különböző épületek élethű makettjeinek kidolgozása gyufaszálak összeragasztásával vagy ékelésével, akár egy türelemüvegen belül.

### Gyufák, gyufásdobozok és gyufacímkék gyűjtése
Az ömlesztett gyufaszálak tárolására hagyományosan a fa gyufás skatulyák szolgáltak, amelyeket a 19. század második felétől a papír gyufásdobozok, illetve az 1890-es évektől a levélgyufák egészítettek ki. Ezeket különféle motívumokkal, ábrázolásokkal, címkékkel látták el, s a 20. századtól különböző cégek, majd politikai pártok is reklámfelületként kezdték el használni a gyufásdobozt, s megjelentek a céglogók, a termékreklámok, illetve az elnök- vagy képviselőjelöltek portréi és jelmondatai a skatulyák felületén. Ezek gyűjtése a 20. században, különösen az 1960-as–1980-as években örvendett nagy népszerűségnek világszerte, így a magyar gyufa- és gyufacímkegyűjtők, úgynevezett fillumenisták körében is.

## Érdekességek
A Szegedi Gyufagyár a hetvenes években a híres finommechanikai gyár, a MOM kooperációs partnere volt. A téphető, eldobható gyufák technológiájával gyártotta a hemolizáló pálcát a hemoglobinmérőhöz.